# 둥카그
둥카그(종카어: དྲུང་ཁག་, Dungkhag)는 부탄의 특별 행정 구역이다. 2007년 당시 부탄에 있는 20개 종카그(현) 가운데 9개 종카그가 둥카그를 두고 있었는데 이들 종카그가 두고 있던 둥카그는 1개에서 3개까지 있었다. 현재 부탄에는 16개 둥카그가 있으며 둥카그의 행정 수반은 "둥파"(Dungpa)라고 한다.

## 같이 보기
- 부탄의 행정 구역
- 게워그